# 1775-ös pesti árvíz
Az 1775-ös pesti árvíz február 15-én pusztított Pesten, Budán és Vácott, melynek során összesen 611 lakóház ment tönkre. Az árvíz után építették meg a váci nagytöltést, a mai Nyugati tér és a Lehel tér között, a soroksári gátat, mely a Boráros tértől a Haller utcáig terjedt, valamint az ún. fagátat a mai Közraktár utca vonalában a Fővám térig.